# Reserva Natural de Mustallika
A Reserva Natural de Mustallika é uma reserva natural localizada no condado de Jõgeva, na Estónia.
A área da reserva natural é de 50 hectares.
A área protegida foi fundada em 1992 para proteger o paul de Mustallika.